# Elymus campestris
Elymus campestris é uma espécie de planta com flor pertencente à família Poaceae. 
A autoridade científica da espécie é (Gren. & Godr.) Kerguélen, tendo sido publicada em Lejeunia 110: 57. 1983.

## Portugal
Trata-se de uma espécie presente no território português, nomeadamente em Portugal Continental.
Em termos de naturalidade é nativa da região atrás indicada.

## Protecção
Não se encontra protegida por legislação portuguesa ou da Comunidade Europeia.